# Farlete (kommunhuvudort)
Farlete är en kommunhuvudort i Spanien.   Den ligger i provinsen Provincia de Zaragoza och regionen Aragonien, i den nordöstra delen av landet, 300 km nordost om huvudstaden Madrid. Farlete ligger 410 meter över havet och antalet invånare är 436.
Terrängen runt Farlete är platt åt sydväst, men åt nordost är den kuperad. Runt Farlete är det mycket glesbefolkat, med 2 invånare per kvadratkilometer. Närmaste större samhälle är Lanaja, 17,6 km nordost om Farlete. Trakten runt Farlete består till största delen av jordbruksmark.